# Ялур
Ялур, Ялуд — правитель Осроены в 118—122 годах.
По предположению Дж. Сегала, представитель династии Абгаридов Абгар VII погиб во время всеобщего вооружённого восстания в Месопотамии против римлян. После смерти Траяна его родственник и преемник на троне Адриан в самом начале своего правления отказался от части завоеваний на Востоке. На протяжении двух лет престол Осроены оставался незанятым. А затем, в течение нескольких лет, со 118 по 122 годы, страной управляли Ялур и парфянский царевич Парфамаспат. В 122—123 годах Парфамаспат властвовал один, а в 123 году Адриан по новому соглашению с царём Парфии Хосроем восстановил на престоле Осроены династию Абгаридов в лице Ману VII.